# 聯合艦隊司令長官 山本五十六 (2011年電影)
《山本五十六》（日语：聯合艦隊司令長官 山本五十六 – 太平洋戦争70年目の真実-）是一部2011年上映的日本電影，此電影為太平洋戰爭開戰70週年的紀念作品。由役所廣司飾演聯合艦隊的司令長官山本五十六。

## 劇情
1941年12月8日，日本海軍的6艘航空母艦、350架戰鬥機，在毫無預警之下襲擊了珍珠港的美軍太平洋艦隊。而這場突襲行動的策劃人則是日本帝國海軍聯合艦隊的司令長官山本五十六，其畢生極力反對加入軸心國以避免同美國開戰，但最終卻親手點燃了這場戰火。山本奇襲珍珠港的行動拉開了太平洋戰爭的序幕，而這也令自己的國家滑入了毀滅的邊緣。

## 演員表
| 角色       | 演員         | 備註                               |
| ---------- | ------------ | ---------------------------------- |
|            | 役所廣司     | 聯合艦隊司令長官                   |
| 堀悌吉     | 坂東三津五郎 | 海軍中將，與山本五十六是海軍兵學校的同期同學 |
| 米内光政   | 柄本明       | 海軍大臣                           |
| 井上成美   | 柳葉敏郎     | 海軍省軍務局                       |
| 三宅義勇   | 吉田榮作     | 聯合艦隊作戰參謀                   |
| 山口多聞   | 阿部寛       | 第二航空戰隊司令官                 |
| 宇垣纏     | 中村育二     | 聯合艦隊參謀長                     |
| 黒島亀人   | 椎名桔平     | 聯合艦隊首席參謀                   |
| 南雲忠一   | 中原丈雄     | 第一航空艦隊司令長官               |
| 永野修身   | 伊武雅刀     | 軍令部總長                         |
| 及川古志郎 | 佐佐木勝彦   | 海軍大臣                           |
| 牧野幸一   | 五十嵐隼士   | 海軍少尉，與為同郷                 |
| 秋山裕作   | 袴田吉彦     | 東京日報的記者                     |
| 真藤利一   | 玉木宏       | 東京日報的記者                     |
| 草野嗣郎   | 益岡徹       | 東京日報的編輯                     |
| 宗像景清   | 香川照之     | 東京日報的主編                     |
| 谷口志津   | 瀬戸朝香     | 志津料理屋的服務生                 |
| 神埼芳江   | 田中麗奈     | 「志津」的常客，是名舞者           |
| 高橋嘉壽子 | 宮本信子     | 的姐姐                             |
| 山本禮子   | 原田美枝子   | 的妻子                             |

## 改編漫畫
改編漫畫於《Grand Jump》上連載。

## 外部連結
- 官方網站